# Melfalan
Melfalán je alkilirajoči citostatik, torej zdravilo za zdravljenje raka. Spada v skupino dušikovih iperitov. Uporablja se predvsem za zdravljenje multipli multiplega plazmocitoma in raka jajčnikov, včasih se daje tudi pri malignem melanomu.
Melfalan je fenilalaninski derivat  mekloretamina. Najprej so raziskovali njegovo učinkovitost pri melanomu. Izkazal se je za neučinkovitega, a je hkrati pokazal delovanje pri zdravljenju mieloma.

## Način dajanja
Melfalan se daje peroralno ali intravensko. Odmerek je odvisen od načina dajanja, vrste raka ter bolnikove telesne teže.

## Neželeni učinki
Pogosti neželeni učinki so: 
- slabost in bruhanje;
- zaviranje delovanja kostnega mozga, ki lahko povzroči:
  - znižanje števila belih krvničk (levkopenijo), kar poveča tveganje za okužbe;
  - znižanje števila krvnih ploščic trombocitopenijo, kar poveča tveganje za krvavitve.

Manj pogosti neželeni učinki so:
- alergijske reakcije;
- brazgotinjenje pljučnega tkiva (zlasti pri dolgotrajni terapiji);
- izpadaje las;
- izpuščaj;
- srbež.